# Luperina albifasciata
Luperina albifasciata là một loài bướm đêm trong họ Noctuidae.